# Акриш (Брашов)
Акриш (рум. Acriș) насеље је у Румунији у округу Брашов у општини Вама Бузаулуј. Oпштина се налази на надморској висини од 732 m.

## Становништво
Према подацима из 2002. године у насељу је живело 1122 становника, од којих су сви румунске националности.